# Bourbon di Sorbello (famiglia)
La casata dei marchesi Bourbon di Sorbello (titolo completo: Bourbon del Monte di Sorbello) è una famiglia di antica nobiltà altomedievale, titolare fino al 1819 del feudo imperiale di Sorbello, inseritasi nei ranghi dell’oligarchia della città di Perugia a partire dal XVIII secolo.

## Origini e carattere della famiglia
I marchesi di Sorbello costituivano un ramo della casata dei marchesi del Monte Santa Maria (più avanti noti come Bourbon del Monte), staccatosi dal ceppo principale nella seconda metà del XV secolo, andando ad esercitare il proprio dominio su un territorio posto al confine tra Stato Pontificio e Toscana: il marchesato di Sorbello. Questo feudo originariamente costituiva una propaggine distaccata dei possedimenti della casata principale, ma verrà concesso dal marchese Cerbone, reggente di Monte Santa Maria, al fratello Lodovico (1394-1441) che lì stabilirà la sua dimora, divenendo così il primo signore di Sorbello.

Malgrado la limitatissima estensione (“un miglio in lunghezze e tre in circonferenza” secondo la descrizione di Lorenzo Vibi, ultimo vicario del feudo), così come fu per il marchesato del Monte Santa Maria, anche il “neonato” marchesato di Sorbello ebbe la dignità di feudo imperiale: con questo termine si intende un territorio formalmente soggetto al Sacro Romano Impero, i cui feudatari rivendicavano una propria autonomia di governo, riconoscendo come unica autorità superiore quella dell’imperatore. I diritti feudali di cui erano investiti riguardavano la possibilità di muovere guerra contro i vicini per questioni territoriali o d’onore (ius gladii), la giurisdizione civile e penale, la riscossione di imposte e gabelle varie, la facoltà di battere moneta (ius faciendi monetam). Il feudatario poteva inoltre incamerare le multe sulle pene o i beni lasciati vacanti da eredi o confiscati a delinquenti. Assai rilevante era anche la facoltà di poter concedere diritto d’asilo, cioè la possibilità di ospitare chiunque, anche se perseguitato o ricercato da forze di polizia, entro i limiti del territorio di propria competenza.

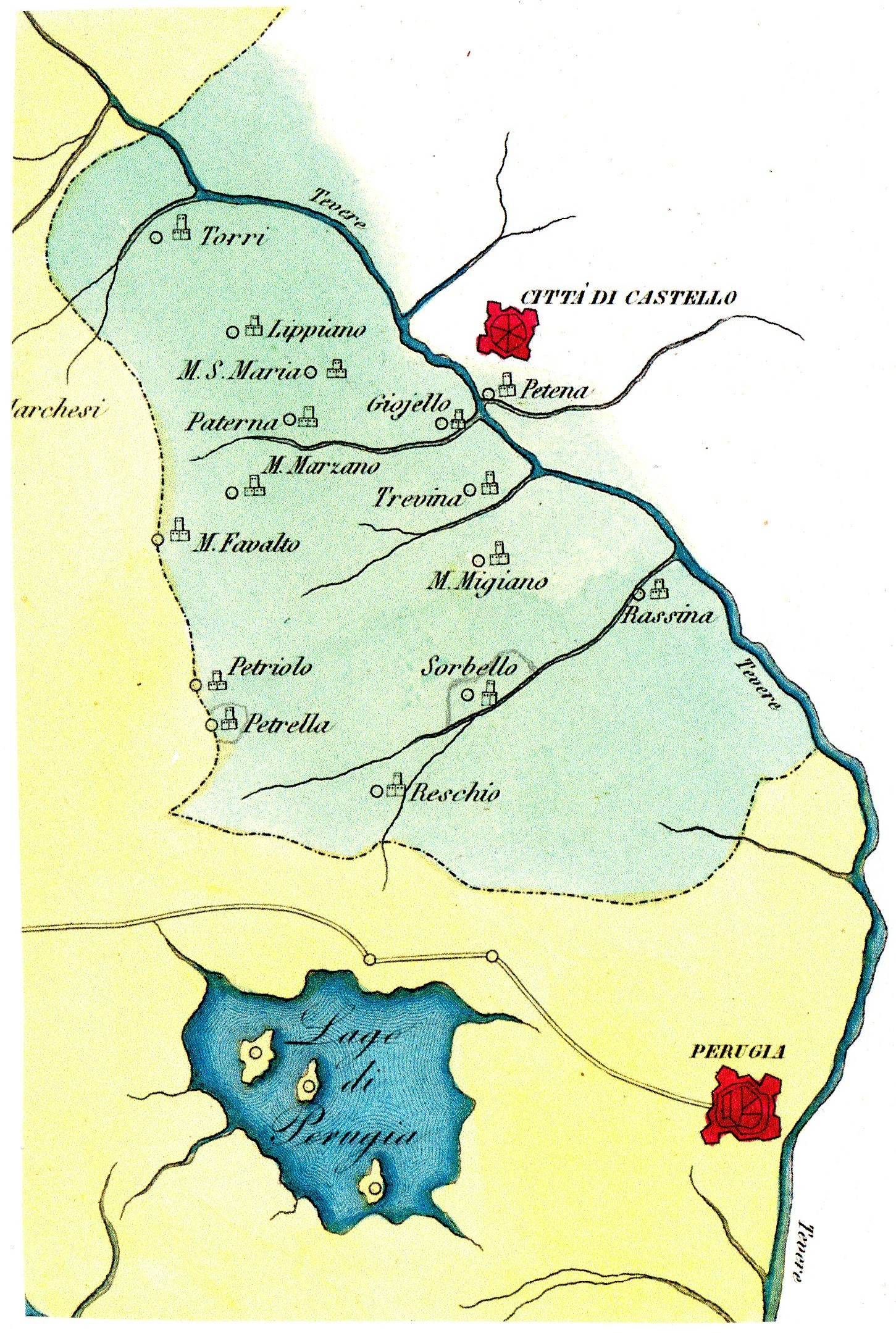
Mappa dei feudi di Monte Santa Maria Tiberina, Petrella e Sorbello.

### Il castello di Sorbello: da fortino medievale a residenza di rappresentanza

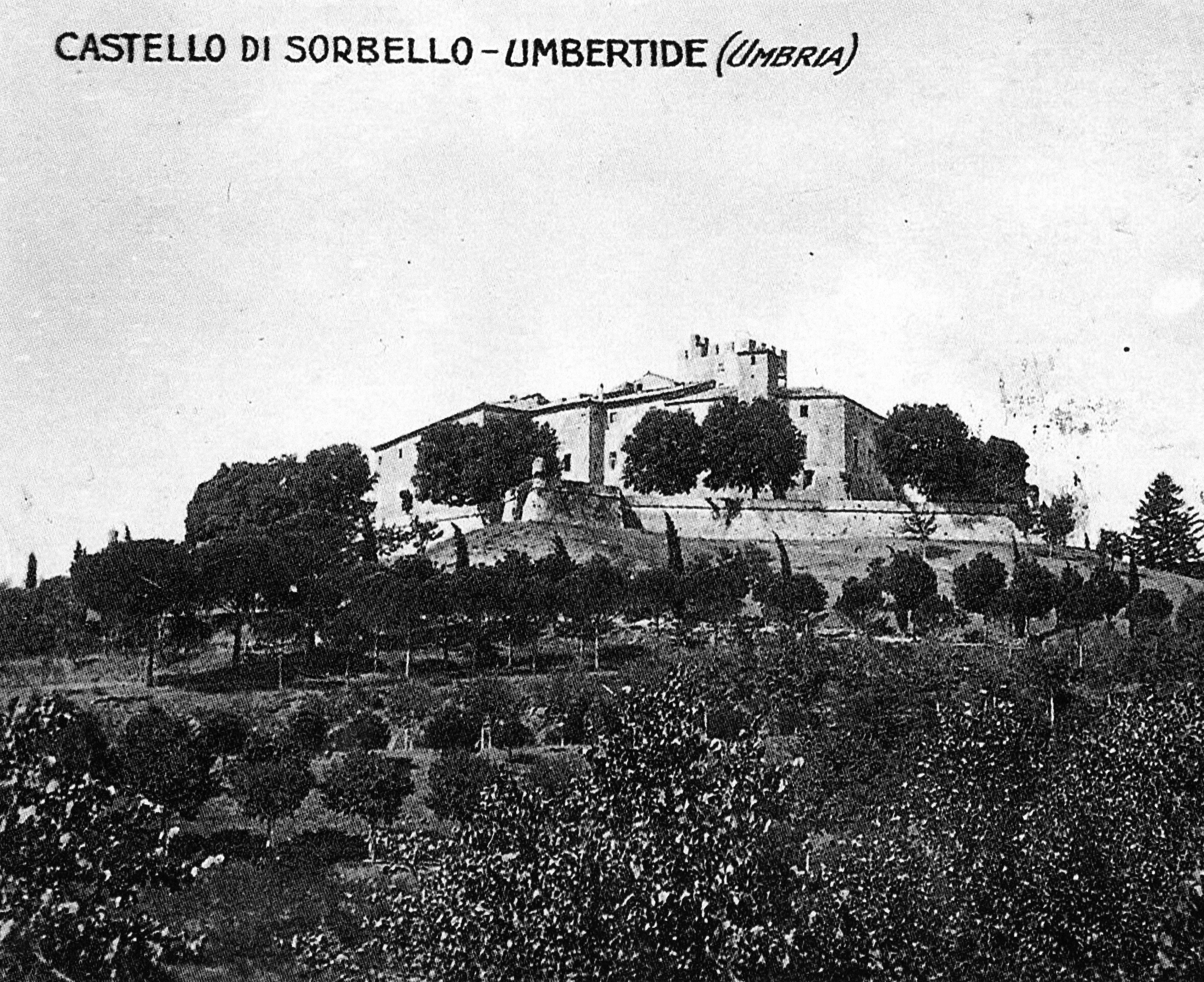
Veduta del castello di Sorbello da una cartolina degli anni '50.

L’originale residenza dei marchesi Bourbon di Sorbello, il castello di Sorbello, è allo stato attuale il frutto di una lunghissima serie di ampliamenti e modifiche strutturali che si susseguirono quasi ininterrottamente tra la seconda metà del XV secolo e la fine del XIX.
Il nucleo fortificato primigenio è una struttura assai antica, la cui edificazione si fa risalire agli inizi dell'XI secolo. Parte di queste forme originali si possono ancora rilevare, guardando la facciata del castello, nel lato sinistro della muratura, guardando verso nord-est, partendo dalle forme del vecchio torrione principale, o mastio, ancora oggi in piedi. Anche internamente la struttura conserva ancora alcuni lacerti dell’impianto, facilmente riconoscibili negli spazi del cortiletto vecchio. Fino a tutto il XIV secolo, questa roccaforte costituiva un fortilizio periferico del feudo centrale dei marchesi del Monte prima, e poi di un ramo della famiglia insediatosi nella vicina Civitella (appunto nota come “Civitella dei marchesi”).
Il nome Sorbello, originariamente derivato da una locale piantagione di sorbi, assunse nel Seicento una nuova accezione, considerata di fantasia, creando una derivazione dotta dall'espressione latina sorte belli, cioè “per fortuna di guerra”.
Insieme al castello di Reschio, altra antica rocca un tempo appartenuta ai marchesi del Monte, Sorbello chiudeva la valle del torrente Niccone, segnando un confine dei territori appartenuti a questa famiglia. Fu solo ai primi del Quattrocento, con l’insediamento in Sorbello di un ramo dei Bourbon del Monte del ceppo principale di Monte Santa Maria nella persona del marchese Lodovico e dopo la distruzione della rocca di “Civitella dei Marchesi” e di tutti i suoi feudatari (avvenuta in seguito ad un assalto portato dalle truppe di Città di Castello in data 22 luglio 1416), che la nuova sede cominciò ad affermarsi.
Il primo ad occuparsi di un fattivo ingrandimento ed ammodernamento delle strutture dell’originale fortezza medievale fu il figlio di Lodovico, il marchese reggente Gianmatteo I († 1483). Il mastio e le torri minori (di cui due rimangono) non furono toccate, ma durante il XV secolo ne furono costruite di nuove dalla forma cilindrica.
I lavori successivi, avvenuti nel corso del secolo XVII alterarono le forme del castello quali dovevano apparire tra XV e XVI secolo: al diffondersi delle artiglierie nel Cinquecento si decise di realizzare un terrapieno che tuttora cinge il castello con delle mura caratterizzare da bastioni a pianta stellata. A salvaguardia dei bastioni, essi vennero provvisti di garitte, chiamate col nome dei santi titolari delle chiese verso cui queste si volgono (es. garitta Sant’Andrea, dal nome della chiesa del piccolo borgo di Sant’Andrea di Sorbello).
Nella prima metà del Seicento il castello subì un'importante modifica delle sue strutture, portata avanti all'epoca dei marchesi reggenti Lodovico III (1575-1640) e Uguccione I (1578-1660): tutta la parte intorno al cortile maggiore fu abbattuta e ricostruita lasciando intatta solo una porzione del frontone esterno del castello sul lato nord.
In omaggio ai tempi nuovi, in cui il feudo di Sorbello, “incastrato” tra una Roma papale e un Granducato di Toscana ambedue ormai eretti stabilmente a stati, Sorbello non paventava più né assalti né assedi, si volle fare di Sorbello un palazzo di rappresentanza, anche per donare lustro alla mantenuta indipendenza feudale. Il vecchio edificio fu sventrato per realizzare un monumentale androne così da garantire un comodo accesso alle carrozze. Nella parte più antica del fabbricato, i vecchi muri irregolari ed in parte tondeggianti furono risquadrati per ottenere uno scalone d’onore, dietro alla cui struttura un lungo interstizio a spina tra il muro antico e quello seicentesco mostra l’andamento dei vecchi perimetri.
Il mastio o torrione fu risparmiato, così come i quartieri sorti con la torre piccola intorno al cortile più antico e le sale adiacenti a volta quattrocentesca, nonché le piccole prigioni del castello che rimasero sepolte sotto il nuovo scalone, intatte con il loro antico accesso e l’unica finestrina ferrata sul cortile. Sulle vecchie mura del lato nord-est rimase intatta la “mensola” su cui anticamente veniva poggiata la gabbia in cui si esponevano i prigionieri. La nuova ala si snodò in ampi saloni i cui soffitti, in travatura di legno decorato, sostituivano le originali coperture a volta dei vecchi ambienti. Al di sotto del grande salone di rappresentanza situato nell'ala ovest, fu ricavata una grande cappella intitolata a sant'Andrea, sormontata da coretti e decorata di altari in stucco bianco.
Nel XVIII secolo si pensò ad un nuovo progetto di modifica della struttura che volle trasformare le originarie, seppur già grandemente cambiate, forme dell’antico castello in una moderna villa di campagna. I lavori per la ennesima trasformazione procedettero lenti , ma si giunse ad abbattere in parte il bastione occidentale intorno al castello con l’idea di creare al suo posto una serie di terrazze degradanti da sistemarsi a giardino, progetto che però non vide mai la luce: il Marchese Reggente Lodovico V (1679-1748) optò per la realizzazione di una villa per i membri della sua famiglia sulle colline che cingono il Lago Trasimeno, locazione favorita principalmente per via di un clima più mite. Pose così mano, poco dopo il 1720 alla costruzione, in località Pischiello sopra Passignano, di una grande villa, oggi nota come Villa del Pischiello, abbandonando al contempo ogni idea di convertire in villa la vecchia fortezza di Sorbello.
Altri lavori, realizzati nel corso del XIX, furono volti al recupero di parte delle strutture diroccate in seguito alle operazioni settecentesche.

## Proprietà fondiaria, imprenditoria e contrabbando
Il solo esercizio dei privilegi feudali sul minuscolo feudo di Sorbello non poteva certo garantire una stabilità economica, che fondava le sue radici principalmente sulle cospicue rendite fondiarie ricavate dai numerosi terreni di proprietà dei marchesi tra Umbria e Toscana. Nell’arco di due secoli, a partire dall’inizio del Seicento, si registrano numerosi atti di acquisto e permute da parte dei marchesi di Sorbello, interessati ad ampliare i propri possedimenti nella zona del lago Trasimeno, nella valle del torrente Niccone e del fiume Tevere, attraverso un processo di consolidamento, accorpamento ed appoderamento delle proprietà in vaste tenute, gran parte delle quali gestite con un sistema di affittanza mediante contratti della durata di vari anni.
Lo stesso feudo di Sorbello fu convertito in una tenuta gestita da affittuari, di circa 750 ettari: pur non costituendo la parte più redditizia del patrimonio, esso tornò comunque assai utile alla famiglia grazie a quanto di diritto sovrano era stato possibile mantenere sul feudo. Sorbello si configurò infatti come una vasta zona di contrabbando fra Umbria e Toscana, la cui importanza crebbe in maniera significativa quando il Granducato di Toscana adottò una politica liberista in materia di commercio del grano. Dopo la grave carestia che afflisse l’Italia tra 1764 e 1767, mentre alcuni stati italiani come quello Pontificio, conferivano più potere alle rispettive annone, in Toscana il Granducato le aboliva, favorendo un rialzo dei prezzi e, di conseguenza, l’importazione di grani dall’Umbria in maniera illegale.
Alle proprietà di famiglia apparteneva la tenuta di Bastia Creti, territorio immediatamente limitrofo a quello del feudo. In questo contesto economico si aggiunse poi la tenuta del Pischiello, posta all’interno dell’attuale territorio del comune di Passignano sul Trasimeno. Il nucleo centrale di questo possedimento, Bastia Corgna, venne acquistato nel 1697 dal monastero del Sette Dolori di Roma; lì venne eretta nel XVIII secolo l’imponente villa padronale del Pischiello, proprietà della famiglia fino al XX secolo. Altre tenute della famiglia erano quelle di Migianella e di Montone, alle quali si aggiunsero nel XVIII secolo quelle di San Lazzaro di Fratta e di Belforte di Norcia, godute dalla famiglia come commenda dell’Ordine dei SS. Maurizio e Lazzaro. Per finire, a inizi XIX secolo, il matrimonio estremamente redditizio di Giuseppe II di Sorbello con Altavilla Oddi recò come dote una vasta tenuta presso San Martino in Colle, nel perugino.
La proprietà fondiaria non era comunque l’unica attività economica e finanziaria a sostentamento della famiglia, i cui membri investirono, specie tra la fine del XVIII e gli inizi del XIX secolo, in redditizie attività manifatturiere, come la produzione e il commercio della lana, del quale si interessò principalmente il marchese Uguccione III che, assieme ad altri nobili perugini, acquistò una quota del lanificio di Perugia. Nel 1796 i Sorbello acquistarono un terzo di una cartiera a Tivoli, poi affittata e riscattata dagli affittuari nel 1825. Notevole fu l’interessamento nella produzione e commercio dei bozzoli da seta, allevati nelle piantagioni di gelso presenti nelle loro tenute e commerciati in tutta Italia.
Nella misura in cui avveniva in gran parte al di fuori dell’ambito dei residui privilegi feudali, l’ascesa patrimoniale della famiglia dei Sorbello necessitava comunque di un aggiornato sistema di tutele e garanzie, di cui l’istituto del fidecommesso si presentò come un asse fondamentale. Le sostanze vincolate a fidecommesso dovevano essere perpetuamente inalienabili e indivisibili, a vantaggio di un erede designato, solitamente il primogenito, determinato nell'atto di fondazione. Il sistema del maggiorascato per la famiglia, che doveva necessariamente esprimere di volta in volta un marchese Reggente, era un fatto naturale, relativo però in origine alla sola investitura feudale, e quindi ad un diritto di natura pubblica, mentre la successiva integrazione con fidecommessi di tipo privato fu tardiva e parziale, soggetta peraltro a critiche e contestazioni da parte di membri cadetti della famiglia. Il sistema poté comunque reggersi venendo esercitato con relativa flessibilità, riservando notevoli benefici ai cadetti, che pure erano tenuti a conseguire proprie carriere, militari o ecclesiastiche che fossero, nonché a mantenere il celibato. Per quanto concerne le donne di casa Sorbello, esse erano rigidamente escluse dalla successione: uscivano di famiglia per entrare in convento come educande e più tardi potevano venire confermate per una vita monacale o uscire dal convento per contrarre matrimonio. In quel caso esse ottenevano una dote dalla famiglia, generalmente assai cospicua, ma comunque variabile secondo le circostanze.

## Tra Granducato di Toscana e Sacro Romano
Già dalla metà del Cinquecento la situazione di fluidità e sovrapposizioni giurisdizionali, propria dell’età medievale e comunale, andava mutando in favore di organi territoriali più stabili e definiti: la Chiesa aveva stabilito una supremazia e un certo grado di controllo sulle città e i territori umbri, mentre a nord i Medici avevano costituito un Granducato. In questo contesto, i marchesi di Sorbello compresero preso l’importanza di un’alleanza strategica con i Medici, andando ad instaurare un rapporto continuativo testimoniato dalla fine del Cinquecento a tutto il Seicento.
Con il Granducato di Toscana vennero stipulati vari trattati di accomandigia, rinnovati più volte nel corso del tempo, volti a creare sorta di federazione-alleanza che riconosceva ai Sorbello uno status speciale, tutelandoli sia da un’annessione completa, sia da rivendicazioni di altre realtà territoriali limitrofe (come lo Stato Pontificio). In ogni caso i rapporti erano spesso contrastati: i feudatari medicei cercavano di mantenere quanti più privilegi e immunità possibili, mentre il Granduca cercava di limitarli, rafforzando al contempo la propria autorità, soprattutto nei confronti delle comunità infeudate. Il marchesato di Sorbello si barcamenò a lungo tra il potere dei Granduchi di Toscana e quello del Sacro Romano Impero, dal quale derivavano investiture e privilegi di cui la casata era dotata e che contribuirono per lungo tempo a porli in una posizione particolare nei confronti del Granducato, anche se questa combinazione politico-istituzionale tra accomandigia ai granduchi e fedeltà all’Impero andò a riflettersi in maniera contraddittoria sulla gestione di governo del marchesato, in particolare riguardo all'applicazione della giustizia, sottoposta ad una pluralità di controlli e condizionamenti.
Nel 1699 i marchesi ricevettero dall’Imperatore Leopoldo I d’Asburgo una nuova investitura imperiale, ottenendo con essa la conferma di tutti i diplomi imperiali concessi da Carlo Magno in poi e la legittimazione ad utilizzare il cognome Bourbon. In cambio di ciò si impegnarono a porre l’aquila imperiale sulle porte e sulle rocche dei loro castelli.
A seguito della morte di Gian Gastone (Firenze, 25 maggio 1671 – Firenze, 9 luglio 1737), ultimo granduca di dinastia Medici, con il passaggio della reggenza granducale agli Asburgo nella persona di Francesco Stefano di Lorena, venne messo in atto un programma di centralizzazione amministrativa allo scopo di avocare a sé ogni potestà legislativa, la giurisdizione criminale i diritti di regalia, entrando in aperto contenzioso con la nobiltà e i suoi privilegi. Questi provvedimenti, più che ispirati ad una filosofia anti-nobiliare, obbedivano a intenti accentratori e modernizzanti, volendo, nel confermarli, regolamentare le autonomie e i privilegi, che rischiavano altresì di mettere in discussione non solo l’autorità sovrana, ma anche le finanze pubbliche. Essi in ogni caso suscitarono sgomento e opposizione, sollecitando i titolari di diritti feudali ad un’azione difensiva, tesa a rivendicare i propri diritti e privilegi, ma anche ad aggiornare le proprie pratiche ereditarie e patrimoniali. I marchesi di Sorbello misero mano in quegli anni al riordino dell’archivio familiare, a cui si lavorerà per decenni.
Nel 1745 tutti i rami della famiglia sospesero l’accomandigia con il Granducato e con essa negarono la presenza alla cerimonia fiorentina di S. Giovanni, durante cui tutte le autorità prestavano omaggio ai regnanti. Essi rimproveravano al Granduca di non aver osservato i privilegi del marchesato nella somministrazione dei grani, nell'immunità d’asilo per i banditi e nella concessione del porto d’armi. Al contempo i marchesi di Sorbello si affrettarono a estendere i fidecommessi a tutte le loro proprietà, prendendo a riferimento la legislazione toscana. Le controversie con il granduca lorenese sembra fornissero un ulteriore pretesto per una crescente ingerenza della corte di Vienna, anche grazie al fatto che Firenze e Vienna erano amministrate dagli stessi Asburgo.
Nel 1754 il marchesato di Sorbello si uniformò alle disposizioni relative ai feudi imperiali, promanate dal plenipotenziario dell’imperatore, che risiedeva a Milano, in materia di giustizia, conferendo il diritto di ricorso in appello alla giustizia imperiale e un obbligo del feudatario di conservare i documenti giudiziari. A più riprese l’imperatore pretese di inviare guarnigioni nei feudi dei Bourbon, chiamando i marchesi a sostenerne le spese. Negli anni tra 1789 e 1792, trattando con il conte Wilczek, plenipotenziario imperiale, Uguccione III di Sorbello chiese una nuova conferma delle precedenti investiture imperiali a titolo di garanzia. Ancora nel 1794 l’imperatore esigeva dai marchesi un sussidio per le guerre anti-napoleoniche, mentre pochi anni dopo, nel 1798, ancora Uguccione III scriveva per chiedere aiuto all’imperatore Francesco II durante i moti rivoluzionari, mostrandosi pronto ad una non meglio definita “unione” con il Granducato di Toscana.
A parte i rapporti politici di sudditanza in quanto feudatari imperiali, non si può dire che i Sorbello stringessero particolari rapporti d’amicizia con la corte di Vienna. Questo deriverebbe in parte dal fatto che i marchesi per tutto il Settecento trovarono molto più vantaggioso coltivare stretto rapporti fiduciari e diplomatici con un’altra importante corte europea: quella piemontese dei Savoia.

## I Sorbello presso la corte dei Savoia
Fin dalla fine Seicento e per tutto il Settecento fu pratica costante quella di inviare i giovani Sorbello a Torino, dove intrapresero un percorso di studi presso la Reale Accademia, ottenendo alte cariche militari e, molto spesso, entrando a far parte dell’entourage della corte sabauda. Lo stringersi dei legami tra marchesi di Sorbello e casa Savoia si fa risalire alla morte del giovane marchese Anton Maria durante la battaglia di Torino del 1706. Già nel 1699, alla tenera età di 13 anni, egli aveva iniziato a frequentare i corsi alla Reale Accademia Militare di Torino, divenendo paggio del duca Vittorio Amedeo II, questo anche grazie al privilegio di essere sostenuto nel suo percorso di studi a spese dello stato. Assegnato in seguito al reggimento dei Dragoni come luogotenente, morì nell’agosto 1706, durante le operazioni di difesa della città dalle truppe francesi, battaglia vinta grazie all’intervento della coalizione anti-francese comandata da Eugenio di Savoia. Vittorio Amedeo II fu presente alla carica e probabilmente testimone oculare della morte di Anton Maria, in tributo alla cui memoria riservò al di lui fratello, il marchese cadetto Giuseppe I Bourbon di Sorbello, un posto di paggio, aprendogli una strada verso una brillante carriera presso la sua corte.
Giuseppe I Bourbon di Sorbello rimase per lungo tempo a Torino, intraprendendo una lunga e fruttuosa carriera militare e diplomatica che lo portò ad assumere posizioni di prestigio. Entrato a far parte del reggimento Piemonte cavalleria nel 1709 con il ruolo di cornetta, nel 1720 viene investito del titolo di secondo scudiero del principe di Piemonte e Gentiluomo di bocca del Re, venendo promosso al grado di Luogotenente della Cavalleria nell'anno successivo, ottenendo inoltre importanti incarichi diplomatici. La fortuna di Giuseppe migliorò ancora dopo l’avvento al trono di Carlo Emanuele III, figlio di Amedeo II di Savoia e di Anna di Borbone: ne ricevette infatti un vitalizio annuo di 1.200 lire piemontesi. Qualche anno dopo, nel 1739, in occasione della nascita del suo terzogenito, Carlo Emanuele III volle esserne il padrino e trasmettergli il suo nome. Nel 1740 Giuseppe fu nominato Cavaliere dei SS. Maurizio e Lazzaro; un anno dopo diverrà Commendatore, mentre nel 1744 gli fu concesso di nominare uno dei suoi discendenti a quella commenda. Giuseppe rimase alla corte di Torino fino al 1757 con il ruolo di primo gentiluomo di camera del sovrano, dividendosi fra Perugia e la corte sabauda, avendo modo di seguire direttamente la carriera dei figli presso l’Accademia reale di Torino. Negli ultimi anni tornò stabilmente a Perugia per amministrare il patrimonio in previsione della successione dinastica del primogenito: il marchese Uguccione III.
Giuseppe I sposò una nobildonna perugina, Marianna Arrigucci, membro di una delle famiglie più ricche e in vista della città. Da questa unione nacquero 16, di cui sette maschi che, seguendo la linea della generazione precedente, si recarono, con grande spesa per le casse familiari, a studiare presso l’Accademia Reale di Torino. In ordine di età questi furono: Uguccione III, Carlo Emanuele, Anton Maria, Diomede, Ugolino, Orazio e Lodovico. Alcuni ebbero più successo di altri, mettendosi spesso in luce per le loro qualità, tanto in campo militare e diplomatico, quanto in quello culturale.
I rapporti con i Savoia perdurarono fino al tramonto del XVIII secolo, quando lo scoppiare della Rivoluzione francese travolse tanto la corte torinese quanto, nel suo piccolo, il marchesato di Sorbello. Dopo la Restaurazione i legami torneranno ad allacciarsi, anche se non vi saranno più Sorbello iscritti all’Accademia Reale di Torino o intenti a perseguire una fruttuosa carriera di corte: continuerà il conferimento di onorificenze, come avvenne per il marchese Giuseppe II, che ottenne l’abito e la croce di giustizia dell’ordine dei SS. Maurizio e Lazzaro nel 1818. Suo figlio, il marchese Carlo Emanuele II di Sorbello fu nominato cavaliere professo di giustizia dell’ordine dei SS. Maurizio e Lazzaro dal re Carlo Alberto di Savoia nel 1847.

## Da feudatari a patrizi cittadini: l’inurbamento della famiglia a Perugia (XVII-XVIII sec.)
A partire dall'inizio del Settecento molte famiglie di origine altomedievale dell’Italia centro-settentrionale preferirono i privilegi derivanti da un inserimento nelle emergenti oligarchie cittadine all'incastellamento nelle dimore d’origine. I marchesi di Sorbello, la cui presenza tra il patriziato di Perugia era già stata registrata nel 1558, con l’ottenimento della cittadinanza, assumeranno un ruolo preminente proprio tra i ranghi di questa oligarchia perugina, consolidando gradualmente la propria posizione tra la fine del XVII e il XVIII secolo. Il marchese Uguccione II (1677-1724), all’atto della sua ammissione nella Mercanzia nel 1696, prese in affitto un’abitazione signorile nel rione di Porta Santa Susanna mentre, qualche anno dopo, i suoi fratelli Lodovico V e Giuseppe I si rivolsero al cardinale Marcantonio Ansidei, vescovo di Perugia, per ottenere in affitto una parte di un palazzo situato nel rione di Porta Eburnea. Nel 1706 i Sorbello vennero inclusi, con il titolo di “Borboni” nell’elenco stilato da Francesco Tassi che comprendeva i cognomi di 62 famiglie aristocratiche, una sorta di stato maggiore del patriziato perugino che, dal punto di vista dell’ordinamento generale municipale restò un fenomeno non del tutto regolato giuridicamente e affidato piuttosto alle convenzioni sociali o ai rapporti di fatto.

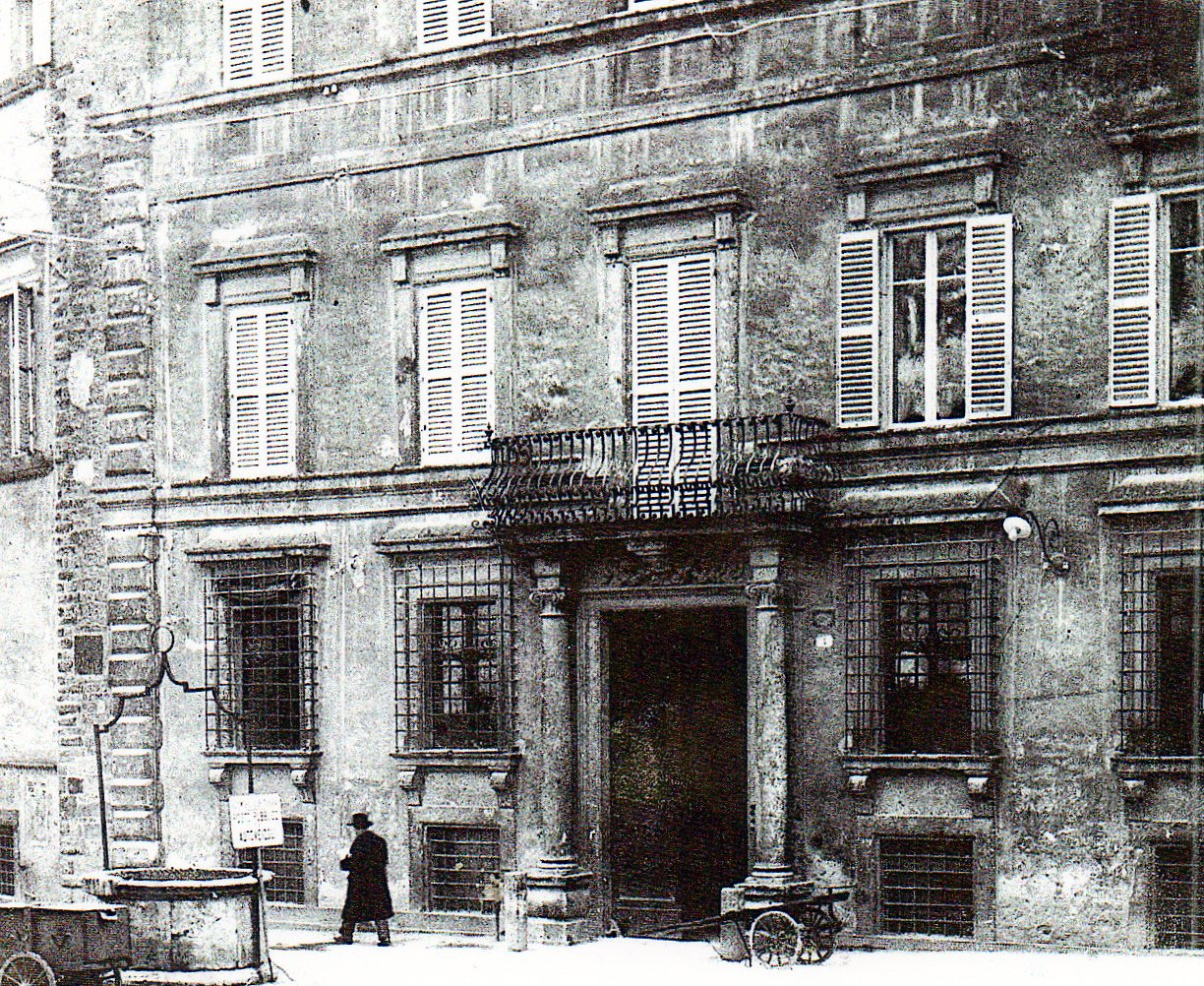
Veduta della facciata di Palazzo Sorbello da una foto degli anni '40.

Come per il Granducato di Toscana, anche lo Stato Pontificio, di cui Perugia costituiva uno dei centri principali, stava gradualmente recuperato alla propria amministrazione molti territori feudali e signorili. Tra Seicento e Settecento si spense la tradizione “nepotistica, principesca e militare” dello Stato pontificio a favore di una formazione statale teocratica, ma non dinastica, sottoposta alle continue pressioni esercitate dalle varie potenze che dominavano la penisola; in particolare la crescente influenza dell’Impero Asburgico, il quale stava erodendo il predominio dei Borboni di Spagna, con i quali i pontefici avevano forti legami, significò una rilevante caduta sul piano internazionale dell’influenza dello Stato pontificio. In questo contesto le linee tenute dal governo papale erano elaborate dagli organi centrali della Curia romana, tra i quali aveva una grande importanza la Congregazione del Buon Governo, che aveva specifiche competenze sulle questioni periferiche, nonché la Camera Apostolica, responsabile delle finanze, delle imposte e degli appalti. Rimanevano in vita, ma in posizione subordinata e con poteri limitati, le antiche magistrature comunali perugine, appannaggio della nobiltà locale, come i Sorbello, a cui veniva concesso uno status privilegiato.
La definitiva consacrazione perugina dei marchesi si ebbe quando, nel 1780, il marchese Uguccione III, grazie alla mediazione del cardinale Giovanni Ottavio I Bufalini, acquistò un prestigioso palazzo, appartenuto alla famiglia dei conti Eugeni, posto nella centrale piazza del Giglio (attuale piazza Piccinino), facendone la sua residenza principale a seguito di una lunga serie di lavori di restauro e ampliamento che andarono avanti per almeno 13 anni, dal 1781 al 1794.

## Dalla Rivoluzione francese al Trattato di Vienna
Durante i burrascosi eventi della Rivoluzione francese, il primo problema da affrontare per gli esponenti della famiglia fu quello della sorte del feudo imperiale. Durante la Repubblica Romana, a Perugia la legislazione era generica ed insufficiente a coprire le fattispecie concrete: nella Costituzione della nuova Repubblica non si decretava in maniera esplicita la cessazione dei diritti feudali, anche se la direzione che si voleva seguire puntava all'abolizione di ogni superiorità di rango fra cittadini, a meno che questa non fosse legata a funzioni pubbliche. Furono aboliti anche i vari “privilegio”, mentre con altre misure, come quelle adottate il 30 marzo 1798, furono dichiarati nulli l’istituto del fidecommesso e della primogenitura.
In questo periodo si ha traccia di una fitta corrispondenza tra il marchese reggente Uguccione III con le autorità perugine. Queste, nel febbraio 1798, scrissero al “Cittadino Uguccione di Sorbello” intimandogli di porre termine ai privilegi di cui godeva il feudo di Sorbello. La richiesta fu accolta: Uguccione consegnò alle autorità copie delle investiture imperiali; al contempo i fratelli Diomede e Anton Maria tentarono un approccio diplomatico con i comandanti francesi, chiarendo che il feudo era di competenza dell’Impero Austriaco. Ne ottennero delle assicurazioni: la Francia non era in quel momento in guerra con l’Impero d’Austria e di conseguenza i francesi non avrebbero eseguito alcun ordine ostile nei confronti del feudo. Questo tentativo di salvaguardia fu però reso vano dal governo repubblicano giacobino che, con una lettera di Annibale Mariotti, Prefetto Consolare presso l’amministrazione del Dipartimento del Trasimeno, ribadiva la volontà di abolire i diritti feudali goduti dai marchesi[14].
Al dileguarsi del pericolo giacobino, la situazione peggiorò nuovamente nel 1809, quando il feudo di Sorbello divenne parte del territorio francese all’interno del circondario perugino. In questi anni si pose mano per la prima volta, e con molto ritardo, alla creazione di un catasto dei terreni, opera affidata ad un abate di manifeste simpatie giacobine, Bartolomeo Borghi, già arciprete di Sorbello e noto geografo italiano.
Alla caduta di Napoleone, le prime azioni di restaurazione pur andando formalmente nella direzione di un pieno ripristino del’ancien régime comportarono dei cambiamenti radicali per i Sorbello: nello specifico il Trattato di Vienna abolì ufficialmente i feudi imperiali che gravitavano attorno al territorio del Granducato di Toscana. L’articolo 100 recitava testualmente: «Saranno inoltre riuniti al detto Granducato lo Stato dei Presidi, la parte dell’isola dell’Elba e sue pertinenze che erano già del Re di Napoli e Sicilia prima del 1801, principato di Piombino e i cessati feudi di Montauto, Vernio e Monte Santa Maria […]».
I marchesi di Monte Santa Maria e di Sorbello non ebbero nessun rappresentante al Congresso di Vienna e si limitarono ad inviare un lungo memoriale per dichiarare la validità dei diplomi imperiali. Pesarono, però, i passati dissidi con i granduchi di casa Asburgo-Lorena intercorsi per buona parte del Settecento: in particolare quelli legati alla prerogativa dei due feudi marchionali di poter offrire diritto d’asilo a qualunque esule politico o delinquente comune che fosse facendone veri e propri ricettacoli di malfattori di ogni specie, tali da recare infinite noie e controversie. Il feudo di Sorbello, verrà rivendicato dal Granduca e riunito alla Toscana, anche se non da subito: Sorbello, essendo stato di fatto escluso dalla lista di feudi imperiali cessati redatta nel Trattato di Vienna, poiché erroneamente considerato un annesso del feudo imperiale d’origine di Monte Santa Maria, restò in mano alla famiglia “silenziosamente” per almeno altri 4 anni: venne inglobato nei confini del Granducato con editto promulgato a Sorbello solo in data 23 marzo 1819. Un’ipotesi volta a spiegare il perché di questa “svista” politica suggerisce che questa omissione fosse stata dettata da un’occulta speranza dei cancellieri viennesi di preservare qualche diritto sul feudo, tesi avvalorata dall’offerta della corte viennese di riconoscere il marchese reggente di Sorbello quale feudatario imperiale d’Austria anziché del Sacro Romano Impero.
Contemporaneamente, anche nello Stato della Chiesa la volontà restauratrice, partendo dal motu proprio di papa Pio VII del 6 luglio 1816, si mosse in direzione dell’eliminazione progressiva della maggior parte dei privilegi concessi alla nobiltà papalina, mentre i restanti potevano essere esercitati solo con un forte aggravio delle spese e sempre sotto il diretto controllo di delegati e governatori pontifici. Questo fece sì che, nel giro di un paio di anni, quasi tutti i nobili gravitanti attorno alla corte di Roma e alle sue propaggini locali, rinunciassero alla propria giurisdizione. Alla morte di Pio VII seguì un periodo di forte reazione e di continua ingerenza accentratrice da parte dello Stato della Chiesa, fatto che portò ad lento, ma progressivo “divorzio” tra élite locali e rappresentanza politica ecclesiastica. In questi frangenti la nobiltà iniziò a concentrarsi su una dimensione privata e patrimoniale. Ormai lontani i tempi delle remunerative cariche pubbliche, molti nobili entrarono a far parte della emergente fazione liberale, attiva nella cospirazione risorgimentale e anti-papale. Nessuno tra i Sorbello compì questo passo decisivo: l’unico a mostrare una tiepida adesione ai tempi nuovi fu il marchese Carlo Emanuele III di Sorbello, mentre per il resto i riferimenti a ruoli pubblici di spicco svolti dai marchesi di Sorbello in seno alla vita politica perugina tra 1815 e 1860 sono pochi.

## Dal Risorgimento ai giorni nostri
Anche se il marchese Carlo Emanuele III di Sorbello non volle mai schierarsi apertamente in questo clima risorgimentale, fu però partecipe dei salotti e della vita culturale della città di Perugia. Uomo colto e in contatto con le correnti liberali, fu tributario di onorificenze Savoia in ricordo dell’antico legame stabilito dai suoi antenati nel secolo precedente. Durante i tragici eventi del giugno 1859, quando la repressione degli svizzeri papalini si abbatté sui patrioti perugini costringendoli alla fuga, Carlo Emanuele diede rifugio ai loro capi nel castello di Sorbello, ormai parte del territorio toscano, a partire dal barone Nicola Danzetta, travestitosi da prete.
Si sposò con una nobile fiorentina, Ginevra Ramirez di Montalvo (1814-1874). Da questa unione nacquero quattro figli: Altavilla, Lodovica, Cecilia e Uguccione. Ginevra, appartenente al casato toscano di origine spagnola dei Ramirez di Montalvo, era una donna irrequeta, intelligente e di profonda cultura; a lei si dovette la decisione di affidare l’educazione delle sue tre figlie ad una delle più note istitutrici degli ambienti culturali perugini: Assunta Pieralli, assai apprezzata anche come poetessa per le sue liriche risorgimentali che la renderanno una delle voci del risorgimento umbro.
Con la morte prematura di Uguccione IV Bourbon di Sorbello, unico figlio maschio di Carlo Emanuele III e Ginevra, all'epoca studente presso il Collegio Pio della Sapienza di Perugia, si estinse ufficialmente la linea dinastica dei marchesi che proseguì con Carlo Emanuele III e, in seguito, con il fratello Tancredi, morto nel 1884. La soluzione per far sì che un titolo così antico non andasse perduto fu messa in atto a seguito del matrimonio tra Altavilla Bourbon di Sorbello e il conte Giannantonio Ranieri: a seguito di una decisione congiunta di vari membri della famiglia e dietro dispensa regia, il patrimonio familiare dei Sorbello e lo stesso cognome venne trasmesso per linea femminile al primogenito, Ruggero il quale concentrò su di sé i titoli paterni e materni, inaugurando così il ramo dei Ranieri Bourbon di Sorbello.
Ruggero Ranieri di Sorbello (1864-1946), a differenza delle precedenti generazioni fu una personalità molto attiva in campo pubblico. Laureatosi in legge presso la Regia Università di Roma nel 1889, fu il primo tra i membri del suo casato ad avvalersi di un’istituzione statale e laica, non religiosa, per la propria istruzione. Nello stesso anno venne eletto con i liberali al comune di Perugia e fu in seguito consigliere presso il comune di Umbertide (PG). Nel 1902 si unì in matrimonio con la giovane americana Romeyne Robert, donna di cultura e vicina ad ambienti operanti nel campo dell’emancipazione femminile e del rinnovamento sociale delle classi meno fortunate. Da questa unione nasceranno tre figli, Gian Antonio, Uguccione (anche detto Uguccione V) e Lodovico. Politicamente fu anti-giolittiano, poi giolittiano nel 1915, filofascista durante il primo dopoguerra e infine dissidente dalle gerarchie, venendo arrestato, ormai quasi ottantenne durante il periodo della Repubblica di Salò, affinché rivelasse la posizione dei suoi tre figli, attivamente antifascisti e in collaborazione con l’esercito Alleato.

## Personaggi illustri
- Uguccione III Bourbon di Sorbello (1737-1816)

Primogenito di Giuseppe I Bourbon di Sorbello e di Marianna Arrigucci, Uguccione III studiò prima presso il Collegio dei nobili di Urbino e poi all’Accademia reale di Trino, dove entrò all’età di 19 anni nel 1756, rimanendovi per tre anni. Farà ritorno a Perugia per rilevare dal padre Giuseppe e dallo zio Lodovico le responsabilità dell’amministrazione del feudo di Sorbello, cui subentrò in qualità di reggente nel 1764. Nel 1766 ottenne da Carlo Emanuele III di Savoia, per mano del vescovo di Perugia, la Croce di Giustizia dei SS. Maurizio e Lazzaro. Dopo il suo matrimonio con la contessa Cecilia Bonaccorsi di Macerata, avvenuto nel 1769, visse con continuità a Perugia, acquistando poi dai conti Eugeni il palazzo di piazza del Giglio (attuale piazza Piccinino), che diverrà la residenza principale della famiglia in città e che modificherà secondo il suo gusto personale, predisponendo tra l’altro un locale a piano terra da dedicare unicamente alla biblioteca di famiglia, della quale fu il primo vero catalogatore e bibliotecario. Fu un uomo di profonda cultura, dedito al collezionismo di pregiate edizioni librarie e cultore di musica. Dedicò inoltre gran parte del suo impegno amministrativo ed intellettuale al riordino ed inventariazione dell’imponente archivio familiare, proseguendo l’opera di regesto iniziata dal padre. In qualità di marchese reggente del feudo di famiglia, si trovò a gestire, con prudente d oculata diplomazia, la tempesta politica seguita all'avvento della Repubblica giacobina.
- Diomede Bourbon di Sorbello (1743-1811)

Diomede è considerato uno tra i più brillanti uomini di cultura della famiglia: oltre alla sua importante carriera diplomatico-militare inaugurata presso la corte Savoia di Torino, fu infatti uno studioso, bibliofilo, uomo di società e scrittore. Entrato presso l’Accademia reale nel 1756 vi conobbe Vittorio Alfieri, con cui strinse un sodalizio che durò tutta la vita. Studioso estremamente brillante, tra i sette fratelli maschi figlio di Giuseppe I fu l’unico ad ottenere il prestigioso titolo del Baccalauro, dedicandosi anche allo studio del violino grazie ad un beneficio concessogli dallo zio Tancredi IV. La permanenza alla corte di Torino di Diomede durò per ben 33 anni di crescente e prestigiosa carriera militare, principiata come alfiere nel corpo delle Guardie del Re il 3 marzo 1766 e terminata come capitano di un reggimento di Dragoni. Ottenne inoltre la posizione di Gentiluomo di Camera del sovrano nel 1782. Nel periodo torinese il suo nome compare più volte tra gli affiliati alle logge massoniche a Torino e a Casale. Tornato a Perugia nel 1789 si sposerà nel 1790 con Vittoria Pitti Gaddi, nobildonna fiorentina, trasferendosi poi a Firenze presso un palazzo situato nelle vicinanze di Ponte Santa Trinita; mantenne comunque vari contatti con l’ambiente culturale perugino, in particolar modo con l’erudito Giovan Battista Vermiglioli. A Firenze ebbe modo di coltivare appieno i suoi interessi bibliofili, riprendendo la sua amicizia con Vittorio Alferi, trasferitorsi a Firenze verso la fine del 1792 ed allacciando rapporti culturali e di amicizia con i membri del cenacolo della contessa Louise d’Albany. Morì senza eredi, lasciando in eredità al fratello Uguccione III la sua vasta biblioteca.
- Ugolino Bourbon di Sorbello (1745-1809)

Il marchese Ugolino terminò la sua carriera presso l’Accademia reale di Torino con il grado di maggiore di un battaglione di Dragoni. Poco versatile nelle sottili arti cortigiane, intraprese inizialmente la carriera ecclesiastica, alla quale rinunciò in un secondo momento in favore del fratello minore per dedicarsi interamente alla carriera militare che intraprese per trent’anni. In tarda età si dedicò con grande passione agli interessi culturali: da sempre volontariamente estraneo alle questioni familiari ed amministrative, fu un grande appassionato di musica e di teatro: frequentò l’Accademia di Belle Arti di Perugia, alla quale si iscrisse nel 1802 e comprò due dei 67 palchi del Teatro della Nobile Accademia del Pavone. Appassionato collezionista di libri pregiati, stampe e porcellane, commissionò alla casa manifatturiera Ginori un imponente servizio in porcellana, realizzato tra 1794 e 1796, consistente in 400 pezzi circa.
- Romeyne Robert Ranieri Bourbon di Sorbello (1877-1951)

Romeyne fu esponente di una famiglia di lontana ascendenza francese ugonotta: i Robert erano infatti una famiglia originaria di La Rochelle giunta in America nel XVII secolo arricchitasi, specie nel XIX secolo grazie alle numerose attività imprenditoriali. Fu una donna di grande talento ed interessata al contesto sociale: fondò una scuola Montessori nella tenuta di famiglia del Pischiello allo scopo di migliorare le condizioni di vita dei ragazzi dell’area del Lago Trasimeno e un’apprezzata scuola-laboratorio per ricamatrici, avvalendosi dell’aiuto di un’importante artista del ricamo fiorentina, Carolina Amari e dell’esempi dell’amica e nobildonna Alice Hallgarten Franchetti, moglie del barone e senatore del Regno Leopoldo Franchetti. Questo portò alla costituzione, nel 1921, della cooperativa “Arti Decorative Italiane”, attiva fino al 1934. Dall’unione tra Ruggero Ranieri di Sorbello e Romeyne Robert nacquero tre figli: Gian Antonio, Uguccione e Lodovico.
- Uguccione V Ranieri Bourbon di Sorbello (1906-1969)

Figlio secondogenito di Romeyne Robert e Ruggero Ranieri di Sorbello, frequentò la scuola per allievi ufficiali di Roma, dalla quale uscirà col il grado di tenente.  Si laureò in Giurisprudenza nel 1928 presso l’Università di Roma, mostrando però scarsa propensione per la carriera forense ed indirizzandosi verso il giornalismo. Dal 1930 al 1936 lavorò negli Stati Uniti come lettore di lingua e letteratura italiana presso l’Università di Yale, tenendo anche corsi di italiano presso la Middlebury College Summer School e collaborando a numerose riviste italo-americane. Tornato in Italia intraprese una lunga carriera di funzionario presso il neonato Ministero della Cultura Popolare per poi spostarsi nel tempo dapprima al Ministero del Turismo e a quello degli Esteri. Antifascista, dopo la chiamata alle armi sfuggì alla cattura da parte dei tedeschi per raggiungere i comandi del governo italiano a Brindisi e passare al servizio degli Alleati. Ottenne il grado di capitano e poi di maggiore al servizio del corpo di intelligence I9 (anche detta A-Force), dedicandosi principalmente al salvataggio di prigionieri alleati in territorio nemico. Al termine della Guerra, rientrato in servizio a Roma, venne inviato alla Conferenza di Pace di Parigi nel 1946, come membro della Delegazione italiana. Tra 1948 e ’49 fu funzionario presso la sede UNESCO di Parigi.
Sposatosi con la nobildonna e studiosa Marilena de Vecchi Ranieri nell’ottobre del 1951, avrà un unico figlio, Ruggero Ranieri .
Dal 1952 al 1957 lavorerà negli Stati Uniti come addetto culturale dell’Ambasciata italiana a Washington e direttore dell’Istituto Italiano di Cultura presso il Consolato Generale di New York, fondando il bollettino di informazione culturale e politica The Italian Scene. Al suo impegno come funzionario affiancherà sempre una prolifica attività di giornalista e scrittore di successo. Fu anche studioso di storia locale e non, avvalendosi spesso per le sue ricerche della documentazione conservata nell'archivio di famiglia, per il quale dispose a partire dal 1951, il deposito presso l’Archivio di Stato di Perugia.
In sua memoria sono state aperte due fondazioni: la Fondazione Ranieri di Sorbello, ente culturale attivo a Perugia nel palazzo di famiglia in piazza Piccinino, inaugurata nel 1995 dalla moglie e dal figlio di Uguccione e la Romeyne Robert & Uguccione Sorbello Foundation, sorta negli Stati Uniti nel 2012.